# Manulea linearifolia
Manulea linearifolia är en flenörtsväxtart som beskrevs av O.M. Hilliard. Manulea linearifolia ingår i släktet Manulea och familjen flenörtsväxter. Inga underarter finns listade i Catalogue of Life.